# فراتر از وکالت
فراتر از وکالت (انگلیسی: Beyond the Bar؛‏ کره‌ای: 에스콰이어: 변호사를 꿈꾸는 변호사들) مجموعه تلویزیونی محصول کره جنوبی با بازی لی جین ووک، جونگ چه یون، لی هاک جو و جون هه بین است. این مجموعه از ۲ اوت ۲۰۲۵، روزهای شنبه و یکشنبه ساعت ۲۲:۴۰ (کی‌اس‌تی) از شبکهٔ جی‌تی‌بی‌سی پخش خواهد شد.

## خلاصه داستان
این مجموعه یک درام اداری است که داستان کانگ هیو مین (جونگ چه یون) را روایت می‌کند؛ وکیل تازه‌کاری در مؤسسه حقوقی یول‌لیم، که فردی درستکار، با اعتماد به نفس، اما در روابط اجتماعی کمی ناشی است. او با کمک شریک کاری‌اش، یون سوک هون (لی جین ووک)؛ وکیلی سرد، باتجربه و بااستعداد، مسیر رشد حرفه‌ای خود را طی می‌کند و به وکیلی کامل تبدیل می‌شود.

## تولید
این مجموعه به کارگردانی کیم جه هونگ ساخته شده است که کارگردانی مشترک مجموعه‌هایی چون از گور برخاسته (۲۰۲۳) و کشف عشق (۲۰۲۵) و همچنین کارگردانی مجموعه خرپول و کارآگاه (۲۰۲۴) را در کارنامه دارد. نویسندگی این مجموعه برعهدهٔ پارک می هیون است. این مجموعه محصول مشترک شرکت‌های اس‌ال‌ال، بی.ای. انترتینمنت، استودیو اس و استوری اوروم سی‌او. , ال‌تی‌دی است.